# Ramphocaenus
Ramphocaenus és un gènere d'ocells de la família dels polioptílids (Polioptlidae).

## Taxonomia
Segons la Classificació del Congrés Ornitològic Internacional (versió 15.1, 2025) aquest gènere està format per dues espècies:
- Agafamosquits becllarg (Ramphocaenus melanurus Vieillot, 1819)
- Agafamosquits cridaner (Ramphocaenus sticturus Hellmayr, 1902)